# UVT Aero
UVT Aero (en russe : ЮВТ АЭРО) est une compagnie aérienne russe siégeant à Kazan. Elle assure des vols depuis sa base principale qui est l'aéroport international de Kazan.
La compagnie figure depuis 2022 sur la liste des compagnies aériennes interdites d'exploitation dans l'Union européenne.

## Histoire
Le 8 juillet 2015, la nouvelle compagnie aérienne de la République du Tatarstan, UVT Aero, reçoit sa licence opérationnelle, lui permettant d'effectuer des vols commerciaux de passagers et charters, ainsi qu'une licence cargo, pour le transport de marchandises. En juillet 2015, la compagnie ouvre des vols réguliers de Bugulma et Kazan à Moscou et Saint-Pétersbourg. En août 2015, elle lance des liaisons vers Simferopol et Sotchi. UVT Aero participe également à la desserte de routes subventionnées d'importance fédérale. 

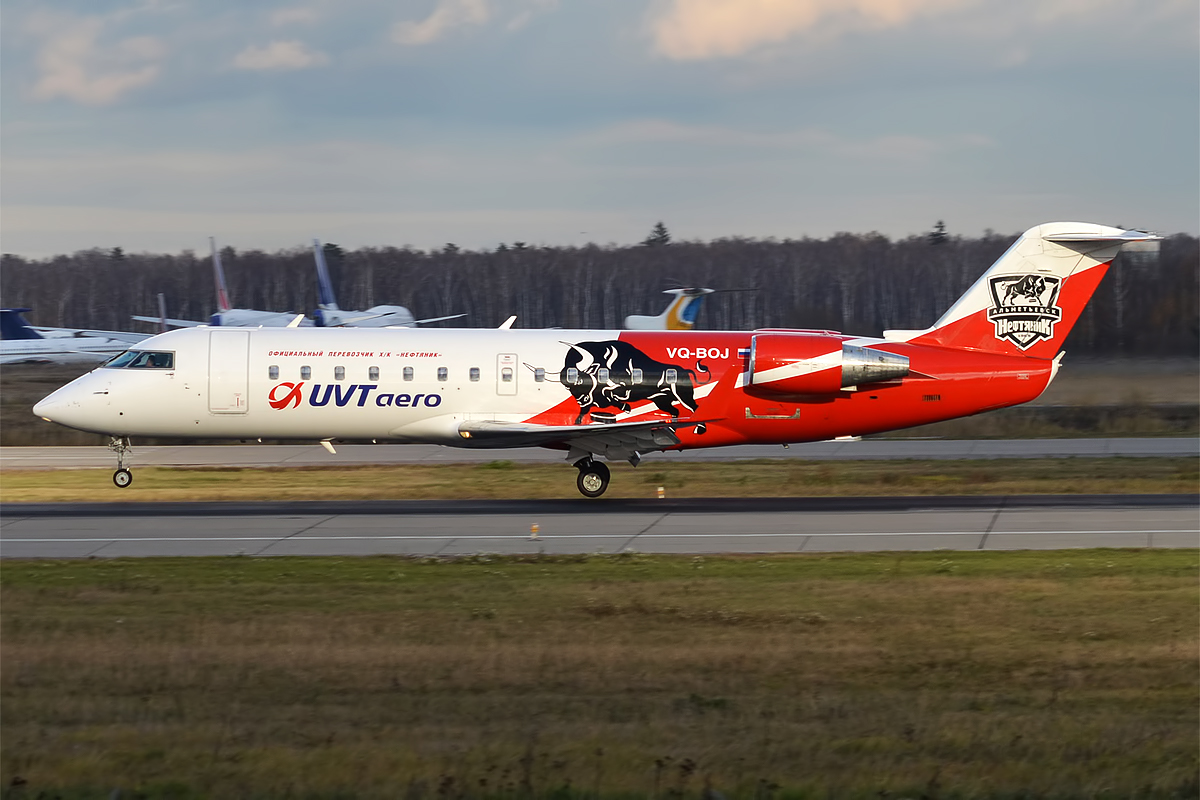
CRJ 200 arborant une livrée spéciale (Hockey Club Neftyanik Almetyevsk livery)

## Destinations
UVT Aero dessert diverses destinations telles : 
- Batoumi - Aéroport international Alexander Kartveli de Batoumi saisonnier[2],[3]
- Tbilissi - Aéroport international Shota Rustaveli Tbilissi[4]
- Aéroport de Tcheliabinsk - Balandino [5]
- Novokuznetsk - Aéroport de Spichenkovo (à partir du 4 janvier 2020 ) [6]
- Aéroport de Nijni Novgorod - Strigino [5]
- Ekaterinbourg - Aéroport de Koltsovo (à partir du 4 janvier 2020 ) [6]
- Khanty-Mansiysk - Aéroport de Khanty-Mansiysk[7]
- Aéroport de Yaroslavl - Tunoshna[8]
- Aéroport de Soukhoumi-Dranda (à partir du 1er mai 2025)

## Flotte

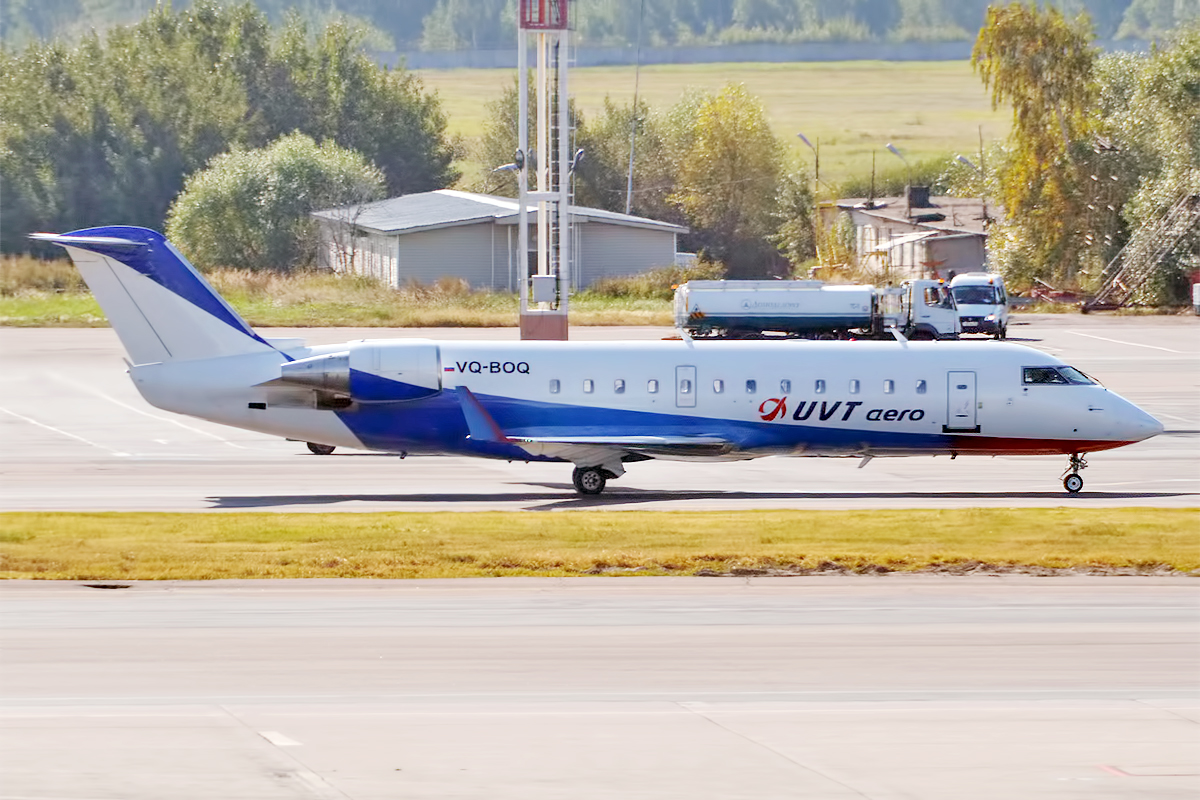
UVT Aero CRJ-200 à l' aéroport de Domodedovo

La flotte d'UVT Aero comprend les appareils suivants (en octobre 2020),: